# Тери Брукс
Терънс Дин Брукс (на английски: Terrence Dean Brooks), известен като Тери Брукс, е американски писател на бестселъри предимно в жанра „епично фентъзи“. По време на писателската си кариера има повече от 30 бестселъра на в. Ню Йорк Таймс и е продал милиони от книгите си. Най-известен е с цикъла „Шанара“.
През 2017 г. получава наградата „Уърлд Фентъзи“ за цялостен принос.

## Биография и творчество
Терънс „Тери“ Дийн Брукс е роден на 8 януари 1944 г. в провинциалния среднозападен град Стърлинг в щата Илинойс, САЩ в семейството на Дийн Оливър Брукс – печатар и Марджори Янта Глийзън – домакиня.
През 1966 г. придобива бакалавърска степен по специалност „Английска литература“ в колежа Хамилтън, а през 1969 г. завършва следването си във Факултета по право на университет „Уошингтън и Лий“ в град Лексингтън, щата Вирджиния.
Започва да пише художествена литература още като дете, когато инсценира въображаеми приключения, за да се забавлява. Обича да чете приключенските романи на Александър Дюма, сър Уолтър Скот и Робърт Луис Стивънсън. В колежа, а по-късно и в Юридическия факултет се занимава с писане като хоби и е повлиян от Уилям Фокнър. Пише много истории в сферата на научната фантастика, уестърна, художествената и нехудожествената литература. В началния си период в колежа получава копие на „Властелинът на пръстените“ на Дж. Р. Р. Толкин, което го вдъхновява да пише в един жанр. Когато започва да се занимава по-сериозно с писане, Брукс се насочва към жанра фентъзи, защото иска да може да създава приключенска приказка, независимо от написаната история и реалния свят.
Нужни са му 7 години, за да приключи работата си по първия си публикуван роман – „Мечът на Шанара“, докато следва в университета и работи в адвокатска кантора. Книгата е силно повлияна от Толкин и е издадена през 1977 г. от Лестър дел Рей. Дел Рей желае да докаже, че една фентъзи книга може да се продава и на по-широк кръг от читатели. Това е първото фентъзи произведение, появило се в списъка на бестселърите на книги с меки корици на в. „Ню Йорк Таймс“, където остава повече от пет месеца. Романът е последван от още два бестселъра от трилогията „Шанара“ – „Камъните на Елфите“, публикуван през 1982 г. и „Молитвената песен“ през 1985 г.
След като завършва двете продължения на „Мечът на Шанара“, Брукс преминава към друга поредица със заглавие „Магическото кралство на Отвъдната земя“. През 1991 – 1993 г. публикува поредица от четири книги, озаглавена „Наследството на Шанара“. През следващите 14 години пише още книги за Отвъдната земя, а през 1997 – 1999 г. излиза трилогията „Слово и пустота“. През 1996 г. Брукс издава предисторията на „Мечът на Шанара“, озаглавена „Първият крал на Шанара“.
21 век е също толкова плодотворен за писателя. Той публикува две поредици: „Пътешествието на Джърл Шанара“ (2000 – 2002) и „Върховният друид на Шанара“ (2003 – 2005), а през 2006 – 2008 г. излиза трилогията „Генезисът на Шанара“, свързваща поредиците „Слово и Пустота“ и „Шанара“. Шестата книга от поредицата за Отвъдната земя излиза през август 2009 г. През 2010 и 2011 г. излиза дуологията „Легендите за Шанара“, визираща събитията след „Генезисът на Шанара“. През 2012 – 2013 г. е публикувана трилогията „Тъмното наследство на Шанара“, последвана от трилогията „Защитниците на Шанара“ (2014 – 2016). През 2017 – 2020 г. излизат четирите книги от поредицата „Падането на Шанара“.
Със своята успешна многотомна поредица „Хрониките на Шанара“ Тери Брукс се утвърждава като популярен фентъзи писател. Той e считан за един от основателите на приключенското фентъзи.
По трилогията „Мечът на Шанара“ е заснет телевизионният сериал „Хрониките на Шанара“ (The Shannara Chronicles) в два сезона от по 10 епизода всеки с участието на Остин Бътлър, Попи Дрейтън, Ивана Бакеро, Ману Бенет, Ванеса Морган и др. Брукс е изпълнителен продуцент на два от епизодите. Първият сезон е излъчен по MTV САЩ и Канада през януари 2016 г. и се базира на втората книга от оригиналната поредица – „Камъните на елфите“, т.е. в нея има силни женски герои, които липсват в първата книга. Вторият сезон е излъчен през 2017 г. по телевизия Spike. На 16 януари 2018 г. е съобщено, че сериалът е отменен след два сезона. Продуцентите обявяват, че той се продава на други телевизионни мрежи, но през 2019 г. става ясно, че не се очакват други сезони.
Много от творбите на Брукс са адаптирани като аудиокниги. Освен това серията „Шанара“ е адаптирана като игра за MD-DOS и Microsoft Windows през 1995 г. от Legend Entertainment Far Studio.
Известният кинорежисьор Джордж Лукас избира Брукс да романизира филма „Междузвездни войни: Невидима заплаха“ и книгата, публикувана през 1999 г., отново застава начело на списъка на бестселърите на вестник „Ню Йорк Таймс“. Друг филм, който писателят романизира, е „Хук“ (1991) на Стивън Спилбърг.
Собственият му писателски живот е отразен в две негови произведения: Sometimes the Magic Works: Lessons from a Writing Life (2004) и Why I Write About Elves (2005). На 2 октомври 2018 г. излиза научнофантастичната книга Street Freaks.
Брукс е написал редица разкази, някои от които публикувани онлайн, които се очаква да бъдат събрани в сборника Small Magic, планиран за печат през 2021 г. През 2021 и 2022 г. предстоят да бъдат публикувани двете части на нова серия епично фентъзи.

## Личен живот
На 23 април 1972 г. се жени за Барбара Ан Грот, от която има две деца: дъщеря Аманда Лей и син Александър Стивън. Двамата се развеждат.
На 11 декември 1987 г. се жени за Джудин Илейн Алба. Двамата нямат деца. Живеят в Сиатъл, САЩ.

## Избрани произведения

### Поредица „Хрониките на Шанара“ (Shannara Chronicles)

#### Серия „Шанара“ (Shannara)
- First King of Shannara (1996) – прелюдия
Първият крал на Шанара: Падането на Паранор, изд. „ИнфоДАР“, София (2007), прев. Боряна Даракчиева
Първият крал на Шанара: Изковаването на меча; Битката за Рен, изд. „ИнфоДАР“, София (2007), прев. Боряна Даракчиева

1. The Sword of Shannara (1977)
Мечът на Шанара, изд. „Абагар Холдинг“, София (1995), прев. Елмира Димова – в 2 части, ISBN 954-584-135-4
Мечът на Шанара, изд. „ИнфоДАР“, София (2007), прев. Боряна Даракчиева, ISBN 978-954-761-284-6
2. The Elfstones of Shannara (1982)
Камъните на Елфите, изд. „Абхадон“, София (1996), прев. Йолина Миланова – в 2 части, ISBN 954-9512-02-9
Камъните на Елфите, изд. „ИнфоДАР“, София (2008), прев. Боряна Даракчиева
3. The Wishsong of Shannara (1985)
Молитвената песен, изд. „Абагар Холдинг“, София (1995), прев. Елмира Димова – в 2 части, ISBN 954-584-149-4
Песента на Шанара, изд. „ИнфоДАР“, София (2008), прев. Ганчо Ганчев, ISBN 978-954-761-337-9

- Indomitable (2011) – кратка новела, епилог към серията

#### Серия „Наследниците на Шанара“ (Heritage of Shannara)
1. The Scions of Shannara (1990)
Потомците на Шанара, изд. „Ей Си Джи“, София (1992), прев. Александър Лозев
Потомците на Шанара, изд. „Атлантис“, София (1994), прев.
Потомците на Шанара, изд. „ИнфоДАР“, София (2007), прев. Ганчо Ганчев, ISBN 978-954-761-383-6
2. The Druid of Shannara (1991)
Друидите на Шанара, изд. „Атлантис“, София (1994), прев. Мария Кръстева – в 2 части
3. The Elf Queen of Shannara (1992)
Елфите на Шанара, изд. „Атлантис“, София (1994), прев. Григор Попхристов – в 2 части
4. The Talismans of Shannara (1993)
Талисманите на Шанара, изд. „Атлантис“, София (1995), прев. Мария Кръстева – в 2 части

#### Серия „Пътешествието на Джърл Шанара“ (Voyage of the Jerle Shannara)
1. Ilse Witch (2000)
2. Antrax (2001)
3. Morgawr (2002), Моргаурфен-превод

#### Серия „Върховният друид на Шанара“ (High Druid of Shannara)
1. Jarka Ruus (2003)
2. Tanequil (2004)
3. Straken (2005)

#### Серия „Мечът на Шанара“ (The Sword of Shannara)
1. In the Shadow of the Warlock Lord (2003), изд. и като The Warlock Lord (2004)
2. The Druids' Keep (2003)
3. The Secret of the Sword (2003)

#### Серия „Генезисът на Шанара“ (The Genesis of Shannara)
1. Armageddon's Children (2006)
2. The Elves of Cintra (2007)
3. The Gypsy Morph (2008)

#### Серия „Легендите за Шанара“ (Legends of Shannara)
1. Bearers of the Black Staff (2010)
2. The Measure of the Magic (2011)

#### Серия „Тъмното наследство на Шанара“ (The Dark Legacy of Shannara)
1. Wards of Faerie (2012)
2. The Bloodfire Quest (2013)
3. Witch Wraith (2013)

#### Серия „Паладините на Шанара“ (Paladins of Shannara)
1. Allanon's Quest (2012) – разказ (ел. книга), предистория на „Мечът на Шанара“
2. The Weapons Master's Choice (2013) – разказ
3. The Black Irix (2013) – разказ

#### Серия „Защитниците на Шанара“ (The Defenders of Shannara)
1. The High Druid's Blade (2014)
2. The Darkling Child (2015)
3. The Sorcerer's Daughter (2016)

#### Серия „Падането на Шанара“ (The Fall of Shannara)
1. The Black Elfstone (2017)
2. The Skaar Invasion (2018)
3. The Stiehl Assassin (2019)
4. The Last Druid (2020)

#### Серия „Първите друиди на Шанара“ (The First Druids of Shannara)
- Galaphile (2025)

#### Други произведения в света на Шанара
- The World of Shannara (2001) – документална обзорна книга, с Тереза Патерсън
- Dark Wraith of Shannara (2008) – графична новела, адаптация Робърт Плейс Наптън
- Walker and the Shade of Allanon (2013) – разказ

#### Серия „Слово и Пустота“ (Word and the Void)
1. Running with the Demon (1997)
2. A Knight of the Word (1998)
3. Angel Fire East (1999)
Ангелски огън на изток, изд. „Лира Принт“, София (2001), прев. Светлана Комогорова

##### Серия „Въображаеми приятели“ (Immaginary Friends)
1. Immaginary Friends (1991) – кратка новела
2. Warrior (2018) – новела

### Други серии

#### Серия „Магическото кралство на Отвъдната земя“ (Magic Kingdom of Landover)
1. Magic Kingdom for Sale – Sold (1986)
Магическо кралство за продан. Продадено!, изд. „Атлантис“, София (1996), прев. Мария Кръстева
2. The Black Unicorn (1987)
Черният еднорог, изд. „Атлантис“, София (1999), прев. Мария Кръстева
3. Wizard at Large (1988)
Магьосникът Куестър Тюс, изд. „Мириам“, София (1999), прев. Мария Кръстева
4. The Tangle Box (1994)
Вълшебната кутия, изд. „Мириам“, София (1999), прев. Анна Нотовска, ISBN 954-9513-83-1
5. Witches' Brew (1995)
6. A Princess of Landover (2009)
7. Предстоящ роман (2023)

#### Серия „Междузвездни войни“ (Star Wars) – междуавторски проект
- Episode I, The Phantom Menace (1999) – по сценария на Джордж Лукас
Епизод 1: Невидима заплаха, изд. „Книгоиздателска къща „Труд“, София (2001), прев. Владимир Молев
- The Prequel Trilogy (2007) – сборник, с Р. А. Салваторе и Матю Стоувър

#### Серия „Питър Пан и Небивалата земя“ (Peter Pan & Neverland) – междуавторски проект
- Hook (1991)
Хук, изд. „Дамян Яков“, София (1992), прев. Анелия Димитрова, ISBN 954-527-018-7